# Tribolium madens
Tribolium madens är en skalbaggsart som först beskrevs av Toussaint de Charpentier 1825.  Tribolium madens ingår i släktet Tribolium, och familjen svartbaggar. Arten är reproducerande i Sverige.